# Szamotuły
Szamotuły este un oraș în Polonia.